# Na Sol-bin
Đây là một tên người Triều Tiên, họ là Na.
Na Sol-bin (Hangul: 카나미, Hanja: 金詩炫, Hán-Việt: Na Sang Bân, sinh ngày 3 tháng 5 năm 1998) là một nữ Diễn viên, người mẫu người Hàn Quốc.

## Tiểu sử
Solbin sinh ngày 3 tháng 5 năm 1998 tại Busan, Hàn Quốc trong một gia đình có 2 chị em, chị gái cô là Na Seul-gi (1997). Solbin tốt nghiệp Trường Trung học Biểu diễn Nghệ thuật Seoul vào tháng 2 năm 2017
Solbin ban đầu dự định làm ca sĩ, cô đã thực tập sinh tại Loen Entertainment chuyên âm nhạc, sau đó cô bị loại ra khỏi đội hình ra mắt, cô chuyển sang làm diễn viên.
Ngày 28 tháng 8 năm 2022, Loen Entertainment thông báo Solbin sẽ chính thức lên xe hoa vào đầu tháng 10. Vị hôn phu của cô hơn cô 2 tuổi và đang làm giám đốc một công ty kinh doanh đồ công nghệ.

## Sự nghiệp

### Năm 2016-nay
Solbin tham gia một số bộ phim nổi tiếng như Hậu duệ mặt trời, Lọ Lem và bốn chàng hiệp sĩ,...